# Holophryxus septapodus
Holophryxus septapodus är en kräftdjursart som först beskrevs av Schultz 1978.  Holophryxus septapodus ingår i släktet Holophryxus och familjen Dajidae. Inga underarter finns listade i Catalogue of Life.